# Marcin Smoliński
Marcin Smoliński, né le 5 avril 1985 à Varsovie, est un footballeur polonais. Il est Milieu de terrain au ŁKS Łódź.

## Carrière
- 2001-2004 :  GKP Targówek
- 2004-2006 :  Legia Varsovie
- 2006-2007 :  Odra Wodzisław Śląski
- 2007-2009 :  Legia Varsovie
- 2009 :  ŁKS Łódź
- 2009-2010 :  Legia Varsovie
- 2010- :  ŁKS Łódź

## Palmarès
- Champion de Pologne : 2006
- Finaliste de la Supercoupe de Pologne : 2006, 2008
- Vice-Champion de Pologne : 2008
- Vainqueur de la Coupe de Pologne : 2008
- Finaliste de la Coupe de la Ligue : 2008